# Скворчевский, Алексей Иванович
Алексей Иванович Скворчевский (бел. Аляксей Іванавіч Скварчэўскі; род. 27 февраля 1998, Минск) — белорусский футболист, выступавший на позиции полузащитника.

## Карьера
Профессиональную карьеру футболист начинал в 2017 году в составе клуба «Ошмяны-БГУФК». Вместе с клубом футболист в 2019 году стал серебряным призёром чемпионата. Первый матч в рамках Первой лиги футболист сыграл 18 марта 2020 года против дзержинского «Арсенала», выйдя на поле в стартовом составе, отличившись первой результативной передачей и затем за повторное нарушение был удалён. Однако большую часть сезона футболист пропустил из-за травмы. По итогу сезона футболист вместе с клубом завершил чемпионат на итоговом десятом месте в турнирной таблице. В начале 2021 года футбольный клуб был расформирован, а футболист получил статус свободного агента.
В феврале 2021 года футболист на правах свободного агента присоединился к бобруйской «Белшине». Дебютировал за клуб футболист 18 апреля 2021 года в матче против пинской «Волны», выйдя на поле в стартовом составе. По итогу сезона футболист вместе с клубом стал серебряным призёром чемпионата, заработав себе прямое повышение в элитный дивизион. Дебютный матч в чемпионате футболист сыграл 20 марта 2022 года против могилёвского «Днепра», выйдя на замену на 86 минуте. Однако закрепиться в основной команде клуба у футболиста не получилось и тот в июле 2022 года покинул клуб, также завершив профессиональную карьеру.